# Louis-Joseph Delebecque
Louis-Joseph Delebecque, né le 7 décembre 1798 à Warneton et mort le 2 octobre 1864 à Gand, est un prêtre belge, vingt-et-unième évêque de Gand.  Le 10 janvier 1842, il reçoit concession du titre de comte par le pape Grégoire XVI.  Le 18 juillet 1842, chose exceptionnelle, ce titre est confirmé par le roi Léopold Ier.

## Biographie
Louis-Joseph Delebecque est le fils de Michel Victor Joseph Marie Delebecque et de son épouse, née Célestine Joseph Joye, une famille française des Flandres installée sur la frontière franco-belge à Warneton. Né dans une famille pieuse, ses trois oncles paternels : Guillaume, Pierre et Vincent Delebecque sont des ecclésiastiques. Tous trois ont fui la Révolution française en refusant de prêter tout serment à la République.
Louis-Joseph est né le 7 décembre 1798 à Warneton Sud (France). En 1816, il entre au séminaire de Gand où il fait ses études. Il est nommé professeur au collège d'Ypres de 1821 à 1825. Louis-Joseph Delebecque est ordonné prêtre à Malines en 1822. En 1827, il est vicaire à Saint-Jacques dans la ville d'Ypres. En 1830, il est professeur de mathématiques au séminaire de Gand. En 1831, il est professeur de théologie dogmatique. En 1832, il devient coadjuteur du chanoine Triest. Toujours la même année, il est le secrétaire de François-René Boussen, évêque de Bruges. En septembre 1833, il devient recteur du grand séminaire de Bruges, chanoine titulaire du chapitre de la cathédrale de Bruges, professeur de droit canon et d'histoire ecclésiastique. Il obtient le titre de docteur en théologie à l'université de Louvain en 1838.
Il est préconisé évêque de Gand par le pape Grégoire XVI, le 13 septembre 1838. Il est consacré vingt-et-unième évêque de Gand le 4 novembre 1838 par Engelbert Sterckx avec comme co-consécrateurs Corneille van Bommel et François-René Boussen, et succède à Jean-François Van de Velde.
Il prend pour armoiries la Vierge à l'Enfant terrassant le dragon et choisit pour devise Monstra te esse Matrem (Montre que tu es mère). Ses titres sont : évêque de Gand (le 21e), prélat domestique de Sa Sainteté, assistant au trône pontifical, comte romain puis comte belge (avec couronne à treize perles dont trois relevées) la même année, consulteur de la sainte congrégation des évêques et réguliers, officier de l'ordre de Léopold. Il approuve en 1839 la congrégation des frères de Saint-Jérôme-Emilien.
Son épiscopat est marqué par une dévotion particulière à la Vierge. Il est l'un des partisans les plus actifs de la proclamation du dogme de l'Immaculée Conception, comme le prouve l'album de la procession générale en l'honneur de l'Immaculée Conception de la très Sainte Vierge Marie, édité à Gand en 1857. Il se fait remarquer par une fidélité à toute épreuve envers la papauté qu'il contribue à aider financièrement grâce au denier de Saint-Pierre.
Louis-Joseph Delebecque est aussi un bâtisseur et fait construire un nouveau palais épiscopal de style néogothique derrière la cathédrale Saint-Bavon de Gand. Il a également un esprit missionnaire et envoie des prêtres pour les nombreux Flamands installés à Paris. Il envoie aussi des prêtres pour un nouveau séminaire aux États-Unis d'Amérique.
Il est mort à Gand le 2 octobre 1864, en son palais épiscopal et est inhumé dans la crypte de la cathédrale Saint-Bavon de Gand.